# Хелена (ћерка Роберта Гвискара)
Хелена, име које је добила на рођењу је Олимпија, била је ћерка норманског војводе од Апулије, Роберта Гвискара, и ломбардске племкиње Сикелгаите. Од 1074. до 1078. била је вереница византијског цара - савладара Константина Дуке.

## Име које је добила на рођењу
Олимпијада је била ћерка Роберта Гвискара и његове друге жене Сикелгаите. Њено име које је добила на рођењу, такође написано Олимпија, је посведочено у два извора. Према Фрагментарној Тројанској хроници из касног 12. века:
Алексије је постављен за цара, а војвода Роберт прешао је море и почео да га напада због своје кћери Олимпије, коју је прогнао из своје палате.
Свитак из Барија из око 1075. године садржи молитву:
Помени, Господе, слуге Твоје, наше цареве господаре Михаила и Господара Константина и госпођу Олимпију. У исто време наше најславније војводе лорд Роберт и леди Сикелгаита и лорд Роџер и цела њихова војска и свуда око њих.
Иако ниједна од Гвискарових ћерки није носила јасно норманска имена, име Олимпија је најнеобичније. Непознато је међу ранијим генерацијама Нормана или Лангобарда. Иако је постојала Света Олимпијада, једва да је била поштована на Западу, чак ни у јужној Италији. У 12. веку, имена Оримпиа и Лимпиаса, обе варијанте Олимпијаде, појављују се у јужној Италији. Највероватније је, међутим, да је добила име по Олимпијади, мајци Александра Великог, пошто се многе референце на Александра налазе у јужноиталијанским изворима о норманском освајању јужне Италије. Можда је рођена након првих преговора о брачном савезу са Византинцима 1072. године, у ком случају је њено име можда изабрано да укаже на њену царску будућност. У том случају, њено рођено име и њено усвојено име (Хелена) су паралеле.
Олимпијада је понекад поистовећивана са Гвискаровом ћерком која је била верена за грофа Хјуа V од Мејна, али ово мора да су две различите ћерке.

## Веридба
Гвискард је имао неколико ћерки чије је бракове договорио из политичких интереса отприлике у исто време. Иницијалну норманско - византијску понуду за брак дао је цар Роман IV отприлике у време када су Нормани опседали Бари, који се предао у априлу 1071. цар Роман IV је понудио да ожени једног од својих синова једном од Гвискардових ћерки, али је пораз у бици код Манцикерта ставио тачку на преговоре. Цар Михаило VII је обновио преговоре, нудећи да ожени свог млађег брата (Константина или Андроника) за једну од Гвискардових ћерки крајем 1072. или почетком 1073. године. Гвискард је у два наврата одбио ову понуду. Према речима Аматуса из Монтекасија, надао се бољим условима. У марту 1074. прихватио је трећу понуду да своју ћерку Олимпију уда за Михаиловог сина Константина. Константин је вероватно у то време био новорођенче.
Брачни уговор је ратификован уговором, у облику хрисовуље коју је израдио Михаил Псел, августа 1074. године. Михаилова млађа браћа и савладари, Константин и Андроник, такође су потписали брачни уговор. Према његовим условима, византијске титуле и апанаже су додељене Гвискару и његовим људима. Сам Гвискард је постао нобилисимус, а један од његових синова куропалат. Годишња вредност апанажа била је еквивалентна око 200 фунти (91 кг) злата. Олимпија би живела у Великој цариградској палати и била је третирана као царица. Заузврат, Гвискар је пристао да поштује границе царства и да помаже у њиховој одбрани, што је вероватно значило да ће набавити норманске плаћенике за цара. На значај брачног савеза указује и број савремених историчара који су га забележили: Амат, Вилијам од Апулије, Ана Комнина, Јован Скилица, Ђорђе Кедрен и Јован Зонара.

## Принцеза и заробљеница у Цариграду
Олимпијада је била веома мало дете у време своје веридбе. Године 1076. стигла је у Цариград, где је, према Настављачу Скилице, преименована у Јелена (Хелена). Комбинација имена Константин и Јелена — имена првог хришћанског цара и његове мајке — сугерише да су постојала велика очекивања од брачног савеза. Њен будући свекар је отприлике у то време дао велику донацију опатији Монтекасино, можда као признање за дипломатске напоре њеног опата, Дезидерија, у име брака. До брака, међутим, никада није дошло. У марту 1078. године, цар Михаило VII је збачен са власти у државном удару и Хелена је постала талац новог цара Нићифора III. Вероватно је у то време уклоњена из палате. Према Џефрију Малатери, сматрана је за претњу, јер ако би се поново удала, њен нови муж би могао да полаже право на престо.
Током зиме 1080–1081, Гвискар је послао изасланике у Цариград у настојању да спасе своју ћерку и да у исто време закључи савез са новим царем Алексијем I Комнином. Јелену је цар Нићифор III сместио у манастир. Међутим, према Тројској хроници, цара Алексије I је био тај који је коначно протерао Хелену из палате. Ово се може заснивати на чињеници да је цар Алексије I договорио брак Константина са његовом рођеном ћерком, Аном Комнином, 1083. Према речима Вилијама од Апулије, цар Алексије I се према Хелени понашао часно. Према Ордерику Виталу, који није сасвим поуздан, цар Алексиије I  је њу и још једну Гвискардову ћерку третирао као сопствене ћерке. Сваког јутра су учествовали у његовом спремању, једна му је давала пешкир, а друга чешаљ од слоноваче.
Ништа се поуздано не зна о Хелениној судбини након марта 1078. Ордерик каже да је двадесет година касније враћена свом стрицу, грофу Роџеру I од Сицилије. Алексијева ћерка Ана у својој "Алексијади" не помиње судбину прве веренице свог вереника. Она је у ствари отворено непријатељски расположена према Хелени, тврдећи да се дете Константин од почетка гнушао своје будуће веренице. Године 1080. у јужној Италији појавио се варалица који је тврдио да је цар Михаило VII. Користећи ово и заточеништво своје ћерке као изговор, Гвискар је извршио инвазију на царство 1081. године.